# Alexandre Vincent Sixdeniers
Alexandre Vincent Sixdeniers, né le 23 décembre 1795 à Paris et mort le 10 juin 1846 dans la même ville, est un graveur français.

## Biographie
Élève d'Antoine Claude François Villerey, Alexandre Vincent Sixdeniers a exposé au Salon de Paris de 1822 à 1846. Graveur d'histoire, il a aussi réalisé des portraits, au burin, puis à l’aquatinte. Il meurt noyé accidentellement en 1846.